# Наука в Бангладеш
В Бангладеш развитие современной науки началось во времена британского правления, когда в стране были созданы первые современные учебные заведения, ориентированные на науку. Университет Дакки, основанный в 1921 году, стал катализатором появления многих известных ученых в Бангладеш.
С момента обретения независимости в 1971 году Бангладеш страдает от многих социальных проблем, таких как бедность, неграмотность и т. д. Следовательно, наука и технология отставали в списке приоритетов последующих правительств. Однако, благодаря экономическому прогрессу в начале нулевых, наука и техника начали интенсивно развиваться после периода стагнации в стране, особенно в секторах информационных технологий и биотехнологии. Национальная политика в области науки и техники планируется и разрабатывается Национальным советом по науке и технике, который контролируется министерством науки и техники.

## История
Согласно исследованиям, проведенным на месте археологических раскопок Вари-Батешвар, можно сказать, что история науки и техники в Бангладеш начинается в эпоху Медного века; во время этих раскопок были обнаружены свидетельства существования шахты того периода.
История современной науки началась после прихода в страну Британской империи. Образовательные реформы в этот период породили многих выдающихся ученых в регионе. Сэр Джагдиш Чандра Бос, родившийся в Бикрампуре (современный округ Муншигандж в Бангладеш), был пионером в исследовании радио и микроволнового излучения, внес  значительный вклад в ботанику и заложил основы экспериментальной науки на индийском субконтиненте. Институт инженеров электротехники и электроники назвал его одним из отцов радиологии. Он был первым человеком на индийском субконтиненте, получившим патент в США в 1904 году. В 1924–25 годах, проводя исследования в Университете Дакки, профессор Сатьендранат Бос, хорошо известный своими работами по квантовой механике, обеспечил основу для статистики Бозе — Эйнштейна и теории конденсата Бозе — Эйнштейна.
После раздела Британской Индии в 1947 году Бангладеш или бывшая Восточная Бенгалия (позже ставшая Восточным Пакистаном) стала частью пакистанского мусульманского большинства, и несколько талантливых индусских ученых бангладешского происхождения решили переехать в Индию из-за растущего общественного диссонанса в регионе. В 1955 году в Дакке было создано Региональное отделение Пакистанского совета научных и промышленных исследований, которое было первой научно-исследовательской организацией в Восточном Пакистане. Позже оно было переименовано в Бангладешский совет научных и промышленных исследований. Экономическая и иная дискриминация в отношении Восточного Пакистана и обширные инвестиции в милитаризацию со стороны центрального правительства Пакистана привели к замедлению темпов развития науки и техники в этот период. Во время обретения Бангладеш независимости в стране существовало шесть исследовательских организаций с двадцатью учреждениями, действующими под их руководством.
После обретения независимости в 1971 году началось создание еще нескольких исследовательских институтов. Было также создано несколько университетов, в которых основное внимание уделяется основным дисциплинам науки и техники. В 1983 году был создан возглавляемый президентом Бангладеш Национальный комитет по науке и технике для разработки национальной политики в этой области.
Правительство Бангладеш приняло университетский акт в 1986 году, чтобы придать особое значение научному и техническому образованию. Шахджалалский научно-технический университет был создан как первый специализированный научно-технический университет страны. После этого в Бангладеш было создано еще семь научно-технических университетов.